# 諾氏瓦鰈
諾氏瓦鰈為輻鰭魚綱鰈形目鰈亞目瓦鰈科的其中一種，分布於西印度洋Saya de Malha Bank海域，棲息深度130-300公尺，體長可達15.5公分，棲息在底層水域，生活習性不明。